# راجپال یاداو
راجپال یاداو (به انگلیسی: Rajpal Yadav) (زاده ۱۶ مارس ۱۹۷۱) بازیگر کمدی هندی است.
از فیلم‌هایی که وی در آن نقش داشته‌است می‌توان به چرا من دوست دارم؟ اشاره کرد.

## فیلم‌شناسی
فهرست برخی از فیلم‌هایی که راجپال یاداو در آن‌ها به ایفای نقش پرداخته‌است:
- معما
- چرا من دوست دارم؟
- نمی‌توانم تو را فراموش کنم
- با من ازدواج می‌کنی؟
- افتخار
- بی‌سروصدا
- دوقلوها ۲
- قهرمان
- آن:مردان وظیفه‌شناس
- ادویه تند
- وقت:مسابقه با زمان
- دویدن در پیرامون
- کلک در کلک
- هزارتو
- جامبو
- تکرار زندگی
- ترش و شیرین
- ضربه چپ و راست
- ازدواج شماره ۱
- یک به‌علاوه یک میشه یازده
- من قلبم را به شما دادم
- پلیس‌گیری
- چقدر باحال هستیم
- به دل بگو چه کار کنه
- کمپانی
- تارزان
- ترسیدن ضروری است
- آتش
- چاندنی بار
- چهار دیوانه
- چمکو
- دزد ناشی
- حاصل
- برو راهتو برو
- انوار
- دی
- طبل
- من می‌خواهم
- دهاتی‌های خوش‌شانس
- پدر جان اول شما
- کی میدونه فردا چی میشه؟
- قولنج
- باربر درجه ۱
- بوپال: دعا برای باران
- سبهاس چاندرا بوس
- عشق، چه کرده‌ای؟
- زندگی یک سفر است
- قبل از عروسی
- هنگامه
- هنگامه ۲
- علم معماری
- بی‌خیال
- پلیس ارواح
- هزار تو ۲
- سلام چارلی
- لگد ۲
- شارت
- سی کمپانی
- شاهزاده (۲۰۲۳)
- دختر رؤیایی ۲ (۲۰۲۳)
- کاتال (۲۰۲۳)
- ساتیاپرم کی کاتا (۲۰۲۳)